# Trine Rønning
Trine Rønning (Trondheim, 14 giugno 1982) è un'ex calciatrice norvegese, di ruolo difensore o centrocampista. Atleta plurititolata, con tre società differenti ha vinto per sei volte il campionato norvegese e per otto volte la Coppa di Norvegia. Ha giocato 162 partite e realizzato 22 reti con la nazionale norvegese, ricoprendo anche il ruolo di capitano.

## Biografia
Anche il fratello minore Thomas è stato un calciatore di ruolo centrocampista, giocando con le maglie di Bodø/Glimt e Ranheim per diverse stagioni nelle prime due serie del campionato norvegese, mentre il fratello più piccolo Tom Ørjan gioca a calcio a livello dilettantistico.
Il 2 gennaio 2009, ossia il giorno seguente all'entrata in vigore della legge che consentiva il matrimonio tra persone dello stesso sesso in Norvegia, Rønning ha sposato Kristin Blystad Bjerke, sua compagna di squadra al Kolbotn. Dopo il matrimonio ha aggiunto il cognome della coniuge al proprio, diventando "Trine Bjerke Rønning". Terminata la relazione Kristin Blystad Bjerke, si è legata a Kristine Aaltvedt, che ha successivamente sposato; di conseguenza, ha integrato Aaltvedt nel proprio cognome, divenuto "Aaltvedt Rønning".
Conclusa la carriera agonistica, ha ricoperto vari ruoli presso la divisione regionale del Telemark della federazione calcistica norvegese, relativi prevalentemente alla promozione e allo sviluppo del calcio femminile; nel 2023 ha assunto il ruolo di responsabile del circuito sportivo per i club del Telemark.

## Carriera

### Club
Trine Rønning è cresciuta calcisticamente nel Kolstad IL e nell'IL Trond, per poi andare a giocare al Trondheims-Ørn nel 1998. Dopo aver esordito in Eliteserien, la massima serie del campionato norvegese, ancora sedicenne divenne titolare nel Trondheims-Ørn. Sempre nel 1998 vinse il suo primo trofeo, la Coppa di Norvegia, venendo anche nominata migliore in campo. Nelle cinque stagioni al Trondheims-Ørn ha, complessivamente, vinto per due volte il campionato norvegese (nel 2000 e nel 2001) e per quattro volte la coppa nazionale.
Nel 2003 si trasferì al Kolbotn, rimanendovi per sei stagioni consecutive e vincendo per due volte il campionato norvegese (nel 2005 e nel 2006) e per una volta la coppa nazionale. Quest'ultima, la prima per il Kolbotn, venne vinta nella stagione 2007 dopo aver battuto in finale l'Asker per 4-2 e Rønning fu una delle marcatrici. Dopo aver vestito la fascia di capitano nelle stagioni 2007 e 2008, lasciò il club assieme alla compagna di squadra Solveig Gulbrandsen per trasferirsi allo Stabæk all'inizio del 2009. Giocò allo Stabæk per nove stagioni consecutive, durante le quali ha vinto altri due campionati norvegesi (nel 2010 e nel 2013) e altre tre coppe nazionali.
Al termine della stagione 2017, che lo Stabæk concluse col terzo posto in Toppserien, Rønning comunicò la decisione di ritirarsi dal calcio agonistico. L'ultima partita venne giocata proprio contro il Trondheims-Ørn, col quale aveva iniziato la propria carriera, realizzò la prima rete della vittoria per 5-2 ed uscì dal campo al novantesimo minuto, ricevendo gli omaggi del pubblico. Tra settembre e ottobre 2021 tornò a giocare alcune partite con l'Odd, militante in 2. divisjon, il terzo livello nazionale, società nella quale svolgeva attività di formazione per le giovanili.

### Nazionale

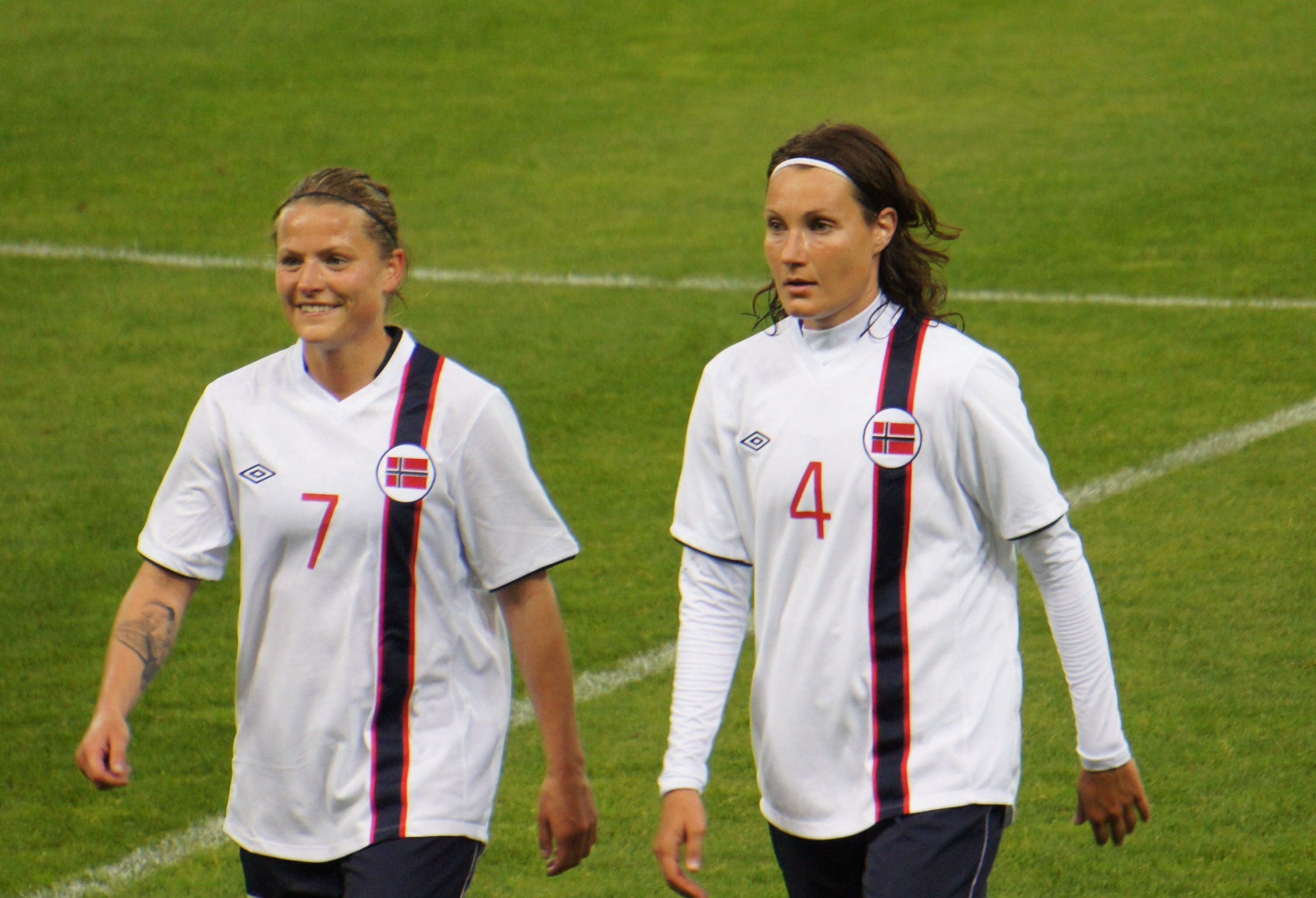
Rønning (a sinistra) con la maglia della nazionale assieme a Ingvild Stensland (a destra) nel giugno 2013.

Trine Rønning ha giocato nelle selezioni giovanili della Norvegia dal 1998 al 2001, partendo dalla selezione under 18. Con questa selezione partecipò alla fase finale del campionato europeo 1999 di categoria, segnando anche una rete contro la Svezia, vincitrice del torneo. Nel 2001 venne convocata anche per il campionato europeo under 18, giocando la finale, persa contro la Germania.
Fece il suo debutto nella nazionale maggiore il 23 ottobre 1999, a diciassette anni, entrando in campo al posto di Solveig Gulbrandsen a metà del secondo tempo della partita vinta per 4-0 in casa del Portogallo. Da allora, ha giocato in nazionale 162 partite e realizzato 22 reti, prendendo parte a quattro campionati mondiali, a quattro campionati europei e ad un'edizione dei Giochi olimpici.
Nel 2001 venne inserita da Åge Steen nella rosa delle convocate per il campionato europeo, che la Norvegia concluse in semifinale e durante il quale Rønning non venne impiegata. Iniziò ad essere impiegata regolarmente in nazionale già dal 2002, con la partecipazione al torneo delle quattro nazioni in Cina, all'Algarve Cup e alle qualificazioni al campionato mondiale. Tra il 2003 e il 2007 Rønning fece parte delle squadre nazionali che parteciparono al mondiale 2003, dal quale la Norvegia venne eliminata ai quarti di finale dagli Stati Uniti, all'europeo 2005, che la Norvegia concluse da vicecampione alle spalle della Germania, e al mondiale 2007, concluso al quarto posto dopo aver perso la finalina contro gli Stati Uniti. Proprio in occasione di questa manifestazione, venne spostata di ruolo, passando da centrocampista a stopper. Nel 2008, al rientro da un infortunio, venne inserita da Bjarne Berntsen nella rosa delle 18 giocatrici convocate per partecipare al torneo femminile di calcio ai Giochi della XXIX Olimpiade, organizzati a Pechino. La Norvegia superò la fase a gironi, ma venne poi eliminata dal Brasile ai quarti di finale.
Negli anni successivi Rønning venne regolarmente inclusa nelle rose delle convocate per i tornei internazionali ai quale prese parte la nazionale norvegese. Partecipò, infatti, all'europeo 2009, concluso in semifinale, al mondiale 2011, dal quale le norvegesi vennero eliminate già al termine della fase a gironi, all'europeo 2013, nel quale la Norvegia perse la finale contro la Germania, e al mondiale 2015, concluso con l'eliminazione agli ottavi di finale. Al campionato europeo 2013 Rønning realizzò il tiro di rigore decisivo nella semifinale contro la Danimarca, che portò la Norvegia in finale, ma, come la compagna di squadra Gulbrandsen, sbagliò un rigore nel corso della finale, che venne parato da Nadine Angerer. Al mondiale 2015, che disputò da capitano della squadra, realizzò su punizione la prima rete nella vittoria per 4-0 sulla Thailandia, prima partita della fase a gironi.

## Palmarès

### Club
- Campionato norvegese: 6

Trondheims/Ørn: 2000, 2001
Kolbotn: 2005, 2006
Stabæk: 2010, 2013
- Coppa di Norvegia: 8

Trondheims/Ørn: 1998, 1999, 2001, 2002
Kolbotn: 2007
Stabæk: 2011, 2012, 2013

### Individuale
- Gullklokka

2003